# Campeonato Panamericano de Hockey sobre Patines de 2005
El VII Campeonato Panamericano de Hockey sobre Patines se celebró en la ciudad argentina de Mar del Plata entre el 23 y el 27 de abril de 2005 con la participación de seis Selecciones nacionales masculinas de hockey patines, en el marco de los cuartos Campeonatos Panamericanos de Patinaje, junto a otras modalidades de este deporte.

## Equipos participantes
Participaron tres de las cinco selecciones nacionales que habían disputado el anterior campeonato de 1995, produciéndose las bajas del subcampeón Brasil y de Canadá, y además regresaron a la competición Chile, Uruguay y México.
| Argentina (1)      |
| Colombia (3)       |
| Estados Unidos (4) |
| Chile (-)          |
| Uruguay (-)        |
| México (-)         |

## Clasificación final
| 1. Argentina      |
| 2. Chile          |
| 3. Colombia       |
| 4. Estados Unidos |
| 5. Uruguay        |
| 6. México         |

| Predecesor: Campeonato Panamericano 1995 | Campeonato Panamericano de Hockey sobre Patines 2005 | Sucesor: Campeonato Panamericano 2011 |